# Gnophomyia triceps
Gnophomyia triceps är en tvåvingeart som beskrevs av Alexander 1947. Gnophomyia triceps ingår i släktet Gnophomyia och familjen småharkrankar.
Artens utbredningsområde är Costa Rica. Inga underarter finns listade i Catalogue of Life.